# Condroz Rally
De Condroz Rally (Rallye du Condroz-Huy) is een rally in de Belgische streek de Condroz. Het rallycentrum bevindt zich in de stad Hoei. De wedstrijd werd voor het eerst georganiseerd in 1974 en gaat meestal door begin november. De Condroz Rally is dan ook traditioneel de slotmanche van het Belgisch kampioenschap rally.

## Palmares
| Jaar | Rijder            | Auto                      |
| ---- | ----------------- | ------------------------- |
| 2019 | Stéphane Lefebvre | Ford Fiesta R5 MK2        |
| 2018 | Stéphane Lefebvre | Citroën C3 R5             |
| 2017 | Kris Princen      | Škoda Fabia R5            |
| 2016 | Craig Breen       | Citroën DS3 R5            |
| 2015 | Cédric Cherain    | Citroen DS3 WRC           |
| 2014 | Kris Princen      | Subaru Impreza WRC        |
| 2013 | Sébastien Loeb    | Citroën DS3 WRC           |
| 2012 | Bernd Casier      | Ford Focus WRC            |
| 2011 | Patrick Snijers   | Mini JCW WRC              |
| 2010 | Freddy Loix       | Škoda Fabia S2000         |
| 2009 | Pieter Tsjoen     | Ford Focus WRC            |
| 2008 | Pieter Tsjoen     | Ford Focus WRC            |
| 2007 | François Duval    | Abarth Grande Punto S2000 |
| 2006 | François Duval    | Škoda Fabia WRC           |
| 2005 | Kris Princen      | Renault Clio S1600        |
| 2004 | Larry Cols        | Renault Clio S1600        |
| 2003 | Freddy Loix       | Peugeot 206 WRC           |
| 2002 | Bruno Thiry       | Peugeot 206 WRC           |
| 2001 | Bruno Thiry       | Škoda Octavia WRC         |
| 2000 | Bruno Thiry       | Toyota Corolla WRC        |
| 1999 | Patrick Snijers   | Toyota Corolla WRC        |
| 1998 | Renaud Verreydt   | Subaru Impreza WRC        |
| 1997 | Bruno Thiry       | Subaru Impreza WRC        |
| 1996 | Freddy Loix       | Toyota Celica GT4         |
| 1995 | Renaud Verreydt   | Toyota Celica GT4         |
| 1994 | Andrea Aghini     | Toyota Celica GT4         |
| 1993 | Patrick Snijers   | Ford Sierra Cosworth      |
| 1992 | Robert Droogmans  | Ford Sierra Cosworth      |
| 1991 | Patrick Snijers   | Ford Sierra Cosworth      |
| 1990 | Patrick Snijers   | Toyota Celica GT4         |
| 1989 | Patrick Snijers   | Toyota Celica GT4         |
| 1988 | Patrick Snijers   | BMW M3                    |
| 1987 | Robert Droogmans  | Ford Sierra Cosworth      |
| 1986 | Guy Colsoul       | Opel Manta 400            |
| 1985 | Patrick Snijers   | Porsche 911 SC            |
| 1984 | Patrick Snijers   | Porsche 911 SC            |
| 1983 | Patrick Snijers   | Porsche 911 SC            |
| 1982 | Marc Duez         | Porsche 911 SC            |
| 1981 | Marc Duez         | Porsche 911 SC            |
| 1980 | Jean-Louis Dumont | Porsche 911 SC            |
| 1979 | Guy Colsoul       | Opel Kadett GTE           |
| 1978 | Guy Colsoul       | Opel Kadett GTE           |
| 1977 | Jan van der Marel | Opel Kadett GTE           |
| 1976 | "Didi" Cols       | Fiat 131 Abarth           |
| 1975 | Willi Plas        | Renault 17 Gordini        |
| 1974 | Théo Rorive       | Ford Cortina Lotus        |